# Cânone de Ptolomeu
O Cânone de Ptolomeu é uma lista de reis com suas datas de início e término do reinado usada na antiguidade pelos astrônomos como uma maneira de registrar fenômenos astronômicos, como os eclipses. A lista foi conservada e publicada por Cláudio Ptolomeu, e por isso é também chamada de "Cânone de Ptolomeu". É uma das fontes mais importantes para de fixar a cronologia absoluta do antigo oriente.
O Cânone é herdeiro de listas babilônicas anteriores. Elas relacionam os reis da Babilônia desde 747 a.C. até a queda da Babilônia nas mãos dos persas em 539 a.C. Prossegue com os monarcas persas desde 538 a.C. até 332 a.C. Desde este ponto, a lista foi continuada pelos astrônomos gregos de Alexandria que listaram os monarcas macedônios desde 331 a.C. até 305 a.C., continuando com a dinastia ptolemaica desde 304 a.C. até 30 a.C. e finalmente com os imperadores romanos desde 29 a.C. até o ano 160 d.C. Em alguns manuscritos, a lista vai até a queda de Constantinopla em 1 453.
O Cânone é uma lista anual. Só menciona reis cujo reinado se estendeu durante mais de um ano e só menciona um monarca por ano, pelo que nos anos com diferentes reis só menciona um deles. Os dos períodos nos quais não se menciona nenhum rei, correspondem aos períodos em que Senaqueribe, rei da Assíria, deteve o controle da Babilônia. Seu nome não é mencionado devido ao ódio dos babilônios por um rei que destruiu sua cidade em 689 a.C., e o nome dos reis só voltou a partir da restauração de Assaradão.
Considera-se que a cronologia do Cânone é bastante precisa, e por isso os historiadores e arqueólogos consideram que a cronologia da antiga Mesopotâmia está firmemente estabelecida desde 747 a.C. em diante, com a qual todas as outras datações são sincronizadas.

## Lista

### Reis da Babilônia, 747-539 a.C.
- Nabonassar (Nabonassáro): 747-734 a.C.
- Nabunadinzeri (Nadío): 733-732 a.C.
- Nabumuquinzeri (Quinzêr) e Pulu (Póro): 731-727 a.C.
- Ululas (Iloulaío): 726-722 a.C.
- Merodaque-Baladã II (Mardoquempádo): 721-710 a.C.
- Sargão II (Arqueanó): 709-705 a.C.
- Sem reis: 704-703 a.C.
- Belibni (Bilíbo): 702-700 a.C.
- Assurnadinsumi (Aparanadío): 699-694 a.C.
- Nergalusezibe (Regebélo): 693 a.C.
- Musezibe-Marduque (Mesêsimordáco): 692-689 a.C.
- Sem reis: 688-681 a.C.
- Assaradão (Asaradíno): 680-668 a.C.
- Samassumauquim (Saosdoucíno): 667-648 a.C.
- Candalanu (Cinêladáno): 647-626 a.C.
- Nabopolassar (Nabopolassáro): 625-605 a.C.
- Nabucodonosor II (Nabocolassáro): 604-562 a.C.
- Amel-Marduque (Iloaroudámo): 561-560 a.C.
- Neriglissar (Nêrigasolassáro): 559-556 a.C.
- Nabonido (Nabonadío): 555-539 a.C.

### Imperadores da Pérsia, 538-332 a.C.
- Ciro II: 538-530 a.C.
- Cambises II: 529-522 a.C.
- Dario I: 521-486 a.C.
- Xerxes I: 485-465 a.C.
- Artaxerxes I: 464-424 a.C.
- Dario II: 423-405 a.C.
- Artaxerxes II: 404-359 a.C.
- Artaxerxes III (Oco): 358-338 a.C.
- Artaxerxes IV (Árogo): 337-336 a.C.
- Dario III: 335-332 a.C.

### Reis da Macedônia, 331-305 a.C.
- Alexandre Magno: 331-324 a.C.
- Felipe III: 323-317 a.C.
- Alexandre IV:[nota 1] 316-305 a.C.

### Ptolomeus do Egito, 304-30 a.C.
A numeração dos Ptolomeus é consensual até Ptolomeu Filómetor, porém alguns historiadores modernos incluem, entre Filómetor e Evérgeta II, um filho de Filómetor, que teria reinado por semanas.
- Ptolomeu I Sóter (filho de Lago): 304-285 a.C.
- Ptolomeu II Filadelfo (Filadelfo): 284-247 a.C.
- Ptolomeu III Evérgeta (Evérgeta): 246-222 a.C.
- Ptolomeu IV Filopátor (Filopátor): 221-205 a.C.
- Ptolomeu V Epifânio (Epífanes): 204-181 a.C.
- Ptolomeu VI Filómetor (Filómetor): 180-146 a.C.
- Ptolomeu VIII Evérgeta II (Evérgeta II): 145-117 a.C.
- Ptolomeu IX Sóter II (Sóter): 116-81 a.C.
- Ptolomeu XII Novo Dionísio (Novo Dionísio): 80-52 a.C.
- Cleópatra Téa Filopátor (Cleópatra): 51-30 a.C.

### Imperadores Romanos, 29 a.C. - 160 d.C.
- Augusto: 29 a.C.-14 d.C.
- Tibério: 15-36
- Caio Calígula: 37-40
- Cláudio: 41-54
- Nero: 55-68
- Vespasiano: 69-78
- Tito: 79-81
- Domiciano: 82-96
- Nerva: 97
- Trajano: 98-116
- Adriano: 117-137
- Élio Antonino: 138-160